# Dolișna, Strîi
Dolișna (în ucraineană Долішна) este localitatea de reședință a comunei Dolișna din raionul Strîi, regiunea Liov, Ucraina.

## Demografie
Componența lingvistică a localității Dolișna
     Ucraineană (99,36%)
     Alte limbi (0,48%)
Conform recensământului din 2001, majoritatea populației localității Dolișna era vorbitoare de ucraineană (99,36%), existând în minoritate și vorbitori de alte limbi.